# 塞龍屬
塞龍屬是恐龍形類的一屬，是恐龍的最近親之一，化石發現於巴西南里奧格蘭德州的Caturrita組地層，地質年代為三疊紀晚期，約2億2500萬年前。塞龍是目前唯一在巴西發現的恐龍形類，曾被推測與西里龍同為最原始的鳥臀目恐龍。
模式種是阿古多塞龍（S. agudoensis），屬名則是以巴西民間傳說中的單腳精靈「Saci」為名，因為塞龍的化石缺少一個後肢；種名則是以化石發現處的阿古多自治市（Agudo）為名。

## 特徵
根據古動物學家Jorge Ferigolo的估計，塞龍的身長約1.5公尺，高度約70公分。塞龍具有長而健壯的後肢，顯示牠們能夠快速地奔跑。
塞龍的最大牙齒，約有3公厘長。塞龍是種草食性動物，嘴部前端的兩塊骨頭，類似鳥臀目的單一塊前齒骨，因此曾經被推測可能是最原始的鳥臀目恐龍。根據種系發生學研究，塞龍與波蘭的西里龍（Silesaurus）有許多類似特徵，兩者互為最近親，都屬於恐龍形類。

## 發現歷史
在2001年，巴西南里奧格蘭德州的阿古多自治市（Agudo）發現了塞龍的化石，該地區屬於著名的Paleorrota地質公園。目前已經發現50件骨頭，這些化石在2005年的第二次拉丁美洲古動物學會議上公開。在2006年，由聖保羅大學的Jorge Ferigolo、麥克斯·朗格（Max C. Langer）等人正式敘述、命名
塞龍是個非常重要的發現，有助於科學家研究恐龍近親的地理分佈、以及恐龍演化過程中的食性發展。

## 外部連結
- （英文）塞龍的基本資料（附想像圖） （页面存档备份，存于） Dinodata
- （葡萄牙文）巴西發現新恐龍
- （葡萄牙文）巴西發現2億2000萬年前的恐龍 （页面存档备份，存于）
- （葡萄牙文）南里奧格蘭德州的恐龍
- （中文）http://www.uua.cn/news/show-8551-1.html[永久]